# The Fialky
The Fialky je česká punk rocková skupina z Prahy založená v roce 2000. Kapela hraje melodický punk s českými texty inspirovaný Ramones, Buzzcocks nebo slovenskou Zónou A.
První tři roky existence skupina teprve hledala svůj styl a zvuk, což v roce 2003 vyústilo v odchod dvou zakládajících členů, kteří chtěli hrát hardcore. Za pět let nahráli tři dema, ale výrazně na sebe upozornili až v roce 2006 s EP United, po kterém následovala debutová deska Průser (2007), která, stejně jako všechny následující nahrávky, vyšla u vydavatelství Papagájův Hlasatel Records. Mezi nahráním Průseru a vydáním následujícího CD Šance (2008) začal mít hlavní zpěvák Kečup zdravotní problémy s hrtanem, a proto se zpěvu museli zhostit nově přijatý kytarista Marcel Green a bubeník Tom. Kapela se také objevila na řadě kompilací, například na CZ Ramones Tribute.

## Členové
- Jan Kečup Dvornák – kytara, doprovodný zpěv
- Ota Otokara Černohous – basová kytara
- Tomáš Tom Calda – bicí, zpěv
- Marcel Green Janeček – kytara, zpěv

## Diskografie

### Studiová alba
- Vykřičníky !!!! - Papagájův Hlasatel Records, 2025
- Punk rock rádio - Papagájův Hlasatel Records, 2020
- Je ti to málo - Papagájův Hlasatel Records, 2017
- Kapitán 77 - Papagájův Hlasatel Records, 2011
- Šance - Papagájův Hlasatel Records, 2008
- Průser - Papagájův Hlasatel Records, 2007

### EP
- "Flexi Punks not dead - Papagájův Hlasatel Records, 2024
- "7 Chuligáni II. - Papagájův Hlasatel Records, 2023
- Bez proudu - 2020 (Pouze stream)
- "7 Stínadla - Papagájův Hlasatel Records, 2015
- "7 No School - Papagájův Hlasatel Records, 2013
- "7 EP - Papagájův Hlasatel Records, 2010
- United - 2006

### Dema
- Nezlob - 2005
- O něco jde... - 2003
- Komu se co - 2002

### Audio kniha
- Punk rock story - 2020 (Pouze stream)

### Výběry
- Starý demáče (2000 - 2005) - Papagájův Hlasatel Records, 2021
- 15 let co krok to punkrock! (Best of 2000 - 2015) - Papagájův Hlasatel Records, 2015